# Авторизований економічний оператор
Відповідно до визначення Всесвітньої митної організації (ВМО), авторизованим економічним оператором (AEO) є 
|  | Сторона, яка бере участь у міжнародному переміщенні товарів в будь якій ролі, яка була затверджена національною митною адміністрацією або від її імені як така, що відповідає стандартам ВМО або еквівалентним стандартам безпеки ланцюга поставок. До уповноважених економічних операторів, зокрема, належать виробники, імпортери, експортери, брокери, перевізники, консолідатори, посередники, порти, аеропорти, оператори терміналів, інтегровані оператори, склади та дистриб'ютори Оригінальний текст (англ.) a party involved in the international movement of goods in whatever function that has been approved by or on behalf of a national Customs administration as complying with WCO or equivalent supply chain security standards. Authorized Economic Operators include inter alia manufacturers, importers, exporters, brokers, carriers, consolidators, intermediaries, ports, airports, terminal operators, integrated operators, warehouses and distributors. |

Зростання світової торгівлі та зростаючі загрози безпеці для міжнародного переміщення товарів змусили митні адміністрації все більше переносити свою увагу на безпеку міжнародної торгівлі й відходити від традиційного завдання збору митних зборів. Визнаючи ці події, ВМО розробила Рамки стандартів ВМО для забезпечення та сприяння світовій торгівлі (SAFE). У рамки включено кілька стандартів, які можуть допомогти митним адміністраціям вирішити ці нові виклики. Розробка програми авторизованого економічного оператора є основною частиною SAFE.

## Рамки стандартів ВМО для забезпечення та сприяння світовій торгівлі
Концепція AEO є одним з основних будівельних блоків в рамках стандартів WCO SAFE Standard (SAFE). Останнє є частиною майбутньої міжнародної митної моделі, розробленої для підтримки безпечної торгівлі. SAFE встановлює цілий ряд стандартів, що спрямовують міжнародні митні адміністрації на гармонізований підхід, заснований на співпраці "митниці з митницями" та партнерстві "митниці з бізнесом".
SAFE базується на чотирьох основних елементах:
1. узгодження попередньої електронної інформації про вантажі
2. кожна країна, яка приєднується до SAFE, зобов'язується застосовувати послідовний підхід до управління ризиками для вирішення загроз безпеці
3. на запит митної адміністрації країни імпорту митна адміністрація країни експорту, здійснює виїзний огляд контейнерів та вантажів високого ризику.
4. визначення вигод, які митниця надасть підприємствам, які відповідають мінімальним стандартам безпеки ланцюжка поставки та передовому досвіду.

Суть концепції АЕО можна знайти в партнерствах "Митниця з бізнесом". Оператори можуть бути акредитовані митними органами як АЕО, якщо вони докажуть наявність високоякісних внутрішніх процесів, що не дозволять підробляти товари на міжнародних перевезеннях. Тобто:
- Забезпечують цілісність інформації, тобто те, що, як зазначено, знаходиться в контейнері, насправді знаходиться в контейнері і нічого іншого, більше чи менше;
- Забезпечують доброчесність своїх працівників, щоб вони не клали в контейнер товари, яких там не повинно бути; і
- Забезпечити доступ до його приміщень, щоб не допустити несанкціонованих осіб класти товари в контейнер.

Як результат, митниця буде довіряти оператору та проводитиме менше або зовсім не проводитиме перевірок товарів, що ввозяться чи вивозяться АЕО або через нього. Від цього виграватиме оператор, оскільки товари будуть переміщатися швидше і будуть меншими транспортні витрати. Митниця виграє, оскільки її обмежену спроможність проводити огляди можна краще спрямувати на вантажі невідомих та потенційно небезпечних операторів.

## Типи авторизації
Залежно від ролі підприємства у міжнародному ланцюзі постачання товарів, підприємство самостійно обирає один з 2-х типів авторизації або може обрати одночасно авторизацію обох типів:
- АЕО-С - про надання права на застосування спеціальних спрощень;
- АЕО-Б - про підтвердження безпеки та надійності.

В Україні авторизація АЕО визнається на всій території країни, надається безоплатно та діє безстроково (дія авторизації АЕО може бути зупинена або анульована відповідно до статей 17 та 18 Митного кодексу України). Для надання авторизації АЕО застосовують такі критерії:
1. дотримання вимог митного та податкового законодавства України, а також відсутність фактів притягнення до кримінальної відповідальності;
2. належна система ведення бухгалтерського обліку, комерційної та транспортної документації;
3. стійкий фінансовий стан;
4. забезпечення практичних стандартів компетенції або професійної кваліфікації відповідальної посадової особи підприємства;
5. дотримання стандартів безпеки та надійності.

Підприємства, що отримали статус АЕО, мають право застосовувати такі спеціальні спрощення:
- загальна фінансова гарантія;
- процедура спрощеного декларування;
- самостійне накладення пломб спеціального типу;
- процедура випуску за місцезнаходженням.

## Різні програми AEO
Більшість членів ВМО приєднались до рамок SAFE, і можна очікувати, що протягом наступних кількох років більшість митних адміністрацій запровадять програми AEO. Згідно з виданням «Збірник програм уповноважених економічних операторів» за 2014 рік  опублікованим Всесвітньою митною організацією, на той час наступні країни мали або повністю функціонуючі, або пілотні програми AEO:
- Алжир (тип AEO Імпорт / Експорт);
- Андорра (AEO Імпорт / Експорт);
- Аргентина під назвою Митна система надійних операторів (SAOC) [Архівовано 10 листопада 2017 у Wayback Machine.] - вид експорту, запущений в 2006 році, тип імпорту / експорту, з 2012 року лише для системи CUSE, яка нещодавно була включена Федеральним управлінням державних доходів Аргентини за участю кур'єрської служби провайдери;
- Австралія, під назвою Австралійський довірений трейдер (ATT) [Архівовано 24 лютого 2021 у Wayback Machine.]
- Канада під назвою Partners in Protection (PIP) [Архівовано 18 квітня 2021 у Wayback Machine.] - тип експорту / імпорту, розпочатий у 1995 р. Та Митна самооцінка (CSA) - [Архівовано 6 травня 2021 у Wayback Machine.] тип імпорту, з 2001 р .;
- Чилі (тип експорту AEO), з 2012 року;
- Китай, під назвою "Класифіковане управління підприємствами" - тип імпорту / експорту, з 2008 року;
- Колумбія (тип AEO Імпорт / Експорт), з 2011 року;
- Коста-Рика під назвою Програма спрощення митної процедури для надійної торгівлі (PROFAC) - тип експорту, з 2011 року;
- Домініканська Республіка (AEO Імпорт / Експорт), з 2012 року;
- Європейський Союз (AEO Імпорт / Експорт) [Архівовано 20 липня 2016 у Wayback Machine.], з 2008 р .;
- Сальвадор (AEO Імпорт / Експорт), з 2014 року;
- Гватемала (AEO Імпорт / Експорт), з вересня 2011 року;
- Гонконг, Китай, під назвою Hong Kong AEO Program [Архівовано 5 січня 2021 у Wayback Machine.] - тип імпорту / експорту, з 2012 року;
- Індія (тип AEO Імпорт / Експорт) [Архівовано 9 жовтня 2015 у Wayback Machine.], з 2012 року;
- Ізраїль (тип AEO Імпорт / Експорт), з 2011 року;
- Японія (тип AEO Імпорт / Експорт) [Архівовано 19 жовтня 2021 у Wayback Machine.], з 2007 року;
- Йорданія, під назвою « Золотий список» - тип імпорту / експорту, з серпня 2005 року;
- Кенія (тип AEO Імпорт / Експорт), з листопада 2010 року;
- Корея (AEO Імпорт / Експорт) [Архівовано 26 жовтня 2015 у Wayback Machine.], з 2009 року;
- Малайзія (тип AEO Імпорт / Експорт) [Архівовано 19 лютого 2020 у Wayback Machine.], з 2010 року;
- Мексика, під назвою Уповноважений економічний оператор - тип імпорту / експорту, з січня 2012 року;
- Марокко (тип AEO Імпорт / Експорт), з 2006 року (дві програми: спрощення митного режиму AEO та безпека та безпека AEO);
- Нова Зеландія під назвою Схема безпечного експорту (SES) - тип експорту, з 2004 року;
- Норвегія (тип AEO Імпорт / Експорт), з 2009 року;
- Перу під назвою Сертифікований митний користувач (UAC - OEA) - тип експорту, з жовтня 2012 року;
- Сінгапур під назвою Secure Trade Partnership (STP) - тип імпорту / експорту, з 2007 року;
- Швейцарія (тип AEO Імпорт / Експорт), з 2011 року;
- Тайвань (тип імпорту / експорту AEO) , ;
- Сполучені Штати під назвою C-TPAT (Митно-торгове партнерство проти тероризму) з листопада 2001 року;
- Таїланд (AEO Імпорт / Експорт ), імпорт з 2011 року та експорт з 2013 року;
- Туніс (AEO Імпорт / Експорт), з 2010 року як пілотна програма;
- Туреччина (тип AEO Імпорт / Експорт) [Архівовано 12 липня 2019 у Wayback Machine.], з 2013 року;
- Уганда (тип AEO Імпорт / Експорт), з березня 2012 року;
- Уругвай (AEO Імпорт / Експорт), з 2014 року;
- Замбія під назвою Програма акредитованих митних клієнтів (CACP) - тип імпорту.

У Європейському союзі інститут АЕО був введений з 1 січня 2010 відповідно до директив Європейської комісії: № 648/2005, 1875/2006, 1192/2008 і 197/2010.
Наприкінці 2014 року Бразилія також розпочала свою програму AEO [Архівовано 20 квітня 2021 у Wayback Machine.] під назвою «Operador Econômico Autorizado» (OEA)  яка буде реалізовуватися у три етапи: OEA-Segurança - тип експорту з акцентом на безпеку, розпочатий у грудні 2014 р. (Сертифікація на основі дотримання ряду вимог безпеки), OEA-Conformidade - тип імпорту, який очікується до запуску до грудня 2015 р. (Сертифікація буде заснована на дотриманні митних правил та процедур шляхом розширення та перегляду Програми «Блакитна лінія») та OEA-Integrado, в рамках якого інші державні структури, такі як Бразильське агентство охорони здоров’я (ANVISA) та Міжнародна система нагляду за сільським господарством (VIGIAGRO), будуть інтегровані до програми AEO з метою подальшого впорядкування та інтеграції контролю за міжнародною торгівлею - як очікується, буде розпочато до грудня 2016 року.
1 липня 2016 року Австралія запустила свою програму AEO - Australian Trusted Trader [Архівовано 27 березня 2016 у Wayback Machine.] (ATT). ATT акредитує відповідні організації, що відповідають вимогам безпеки ланцюга поставок та стандартів дотримання торгової політики. ATT відкритий для всіх імпортерів, експортерів та постачальників послуг як повітряними, так і морськими вантажами.
Хоча всі ці програми сягають корінням стандартів SAFE, підходи різняться, наприклад, США дозволяють імпортерам брати участь лише в C-TPAT, тоді як європейська програма AEO відкрита для всіх операторів у ланцюзі поставок. Європейська програма AEO відрізняється від інших програм тим, що має ширший обсяг, оскільки охоплює спрощені митні процедури поряд із забезпеченням безпеки, а це стосується дотримання всього митного законодавства, включаючи митні збори.

## Взаємне визнання
Важливість скоординованих, подібних програм полягає в тому, що кінцевою метою є взаємне визнання всіх національних програм, а це означає, що акредитації АЕО мають всюди однакову цінність. Як результат, можуть бути встановлені безпечні ланцюги поставок, оскільки всі частини ланцюга від місця походження (місця наповнення контейнера) до місця призначення (місця розпакування контейнера) вважаються безпечними, хоча і за різними програмами AEO. Це значно полегшило б світову торгівлю. До липня 2008 року Сполучені Штати  підписали угоди про взаємне визнання з Новою Зеландією, Канадою  [Архівовано 18 квітня 2021 у Wayback Machine.] та Йорданією. Кілька інших країн та торгових блоків починають свої переговори щодо цього, наприклад, США та Європейський Союз  [Архівовано 4 березня 2016 у Wayback Machine.]
Нещодавно ЄС та Китай вирішили сприяти торгівлі між своїми економічними операторами шляхом взаємного визнання їх відповідних програм для уповноважених економічних операторів (AEO) [Архівовано 22 березня 2016 у Wayback Machine.] .

## АЕО в Україні
В Україні прийнято усі нормативно-правові акти, необхідні для отримання підприємствами авторизацій АЕО, і у вересні 2020 року Держмитслужбою було зареєстровано першу заяву про надання авторизації АЕО.
Набуття статусу АЕО є достатньо тривалим процесом: попередній розгляд заяви — 30 днів, проведення оцінки відповідності — 120 днів.